# Tommy Seebach
Tommy Seebach, nacido Tommy Seebach Mortensen (Copenhague, 14 de septiembre de 1949 - Parque de atracciones de Dyrehavsbakken, cerca de Gentofte, Dinamarca, 31 de marzo de 2003) fue un popular cantante, compositor, teclista, pianista y productor danés. Se le conoce mayormente por ser el cabeza de la banda danesa Sir Henry and his Butlers y por sus contribuciones al Dansk Melodi Grand Prix, el cual llegó a ganar tres veces. Fue padre del compositor y productor Nicolai Seebach y del cantante y compositor Rasmus Seebach.

## Biografía

### Inicios musicales
Seebach comenzó su carrera musical como organista de su banda "The Colours" a la edad de 14 años. En los años siguientes tocó en numerosas bandas. Tocó el piano con varias orquestas y bandas, a veces bajo el seudónimo de "Boogie-Woogie-Tommy". Ganó popularidad en Dinamarca a partir de 1965, como integrante de la banda Sir Henry and his Butlers, escribiendo muchos de sus éxitos más conocidos. También fue ingeniero de sonido de la compañía Rosenberg Studio en Copenhague y entre otros proyectos grabó el legendario álbum Icecross allí en 1973.

### Carrera en solitario
En 1976 emergió como solista de éxito. Su álbum "Tommygun" fue lanzado en 1977. Al mimsmo tiempo que se le reclamaba como productor por parte de la compañíaEMI, donde participó en el trabajo de artistas como Lecia & Lucienne. Fue en ese tiempo cuando grabó una versión del tema Apache de los The Shadows.

### Festival de Eurovisión
Seebach compitió siete veces en el Dansk Melodi Grand Prix, concurso que en Dinamarca se encarga de elegir al representante danés en el Festival de Eurovisión, llegando a ganar en tres ocasiones. Solo la banda Hot Eyes, ha conseguido ganar también en tres ocasiones.
En 1979, su canción "Disco Tango", compuesta con Keld Heick, e interpretada por Seebach al piano, finalizó en sexta posición en el Festival de Eurovisión 1979, el tema se convirtió en un gran éxito en Dinamarca y en otros países europeos. Debbie Cameron, que actuó con él en el Festival en 1981, participaba en los coros.
En 1980, su canción "Bye-Bye", interpretada por el dúo Lecia & Lucienne, acabó en séptima posición en el Dansk Melodi Grand Prix.
En 1981, ganó de nuevo el Dansk Melodi Grand Prix, cantando junto a Debbie Cameron. La canción "Krøller eller ej" (Con rizos o sin rizos), también compuesta junto a Keld Heick. Acabó 11 de 20 países en el Festival de Eurovisión 1981. Cameron declaró después que Dinamarca e Israel, entre otros países, sufrieron un sabotaje en sus equipos de sonido, para favorecer la victoria de los Bucks Fizz, representantes del Reino Unido.
En 1982, su canción "Hip hurra det’ min fødselsdag" ("Hip hip hurra, es mi cumpleaños"), interpretada por él mismo, acabó segunda.
En 1984, "Pyjamas for to" ("Pijama para dos") fue cuarta. En 1985, "Det’ det jeg altid har sagt" ("Siempre lo digo") fue segunda.
En 1987, "Det’ gratis" fue cuarta.
En 1993, Seebach ganó el Dansk Melodi Grand Prix por tercera vez, con la canción "Under stjernerne på himlen", ("Bajo las estrellas del cielo") escrita junto a Keld Heick. Había presentado la canción en varias ocasiones anteriores, pero fue rechazada. En aquel tiempo, el interés del público por el Festival decaía, denostado por la élite cultural, y como icono del Festival, la popularidad Seebach iba descendiendo. Se ha dicho que la Danmarks Radio había rechazado con anterioridad la canción por temor a que el alcoholismo desarrollado por Seebach provocase un escándalo durante la actuación. Cuando la canción ganó, su popularidad volvió a crecer, pero solo para caer estrepitosamente cuando la canción acabó la 22 de 25 paísses en el Festival de Eurovisión 1993, con solo 9 votos. El resultado privó a Dinamarca de participar al año siguiente, y Seebach fue muy criticado, y no volvió a participar nunca más.

### Tras el Festival de Eurovisión
En los años 90 su carrera pasó por un bache, del que salió en 1999 con el lanzamiento de una versión disco del tema "Krøller eller ej", así como con un disco recopilatorio. Hizo una gira por las discotecas del país que encontró entre los jóvenes un nuevo público de culto por sus viejos éxitos.

## Vida personal
Seebach estuvo casado muchos años con Karen Seebach, con la que tuvo tres hijos (Nicolai, Rasmus y Marie). El matrimonio se separó cuando Seebach desarrolló una grave adicción al alcohol. Su hijo Rasmus tras convertirse en cantante, escribió una canción sobre él titulada "Den jeg er" (El que soy), donde mostraba lo mucho que su padre le influyó a pesar de su adicción.
Murió a la edad de 53 años en el parque de atracciones Dyrehavsbakken, donde trabajaba desde hacía años, por un ataque al corazón causado por sus problemas con el alcohol.

## El documentalTommy
En 2010 se lanzó el documental Tommy, dirigido por Sami Saif, sobre la vida de Seebach.